# Can Tries (Sant Andreu de Llavaneres)
Can Tries és una masia de Sant Andreu de Llavaneres (Maresme) inclosa a l'Inventari del Patrimoni Arquitectònic de Catalunya.

## Descripció
Gran masia de forma quadrangular que consta de planta baixa, pis i golfes. La coberta és a quatre vessants. Hi ha un portal adovellat, format de quinze peces de grans dimensions. Les llindes interiors són de pedra granítica; les finestres de fora també són de pedra i per dins tenen festejadors.

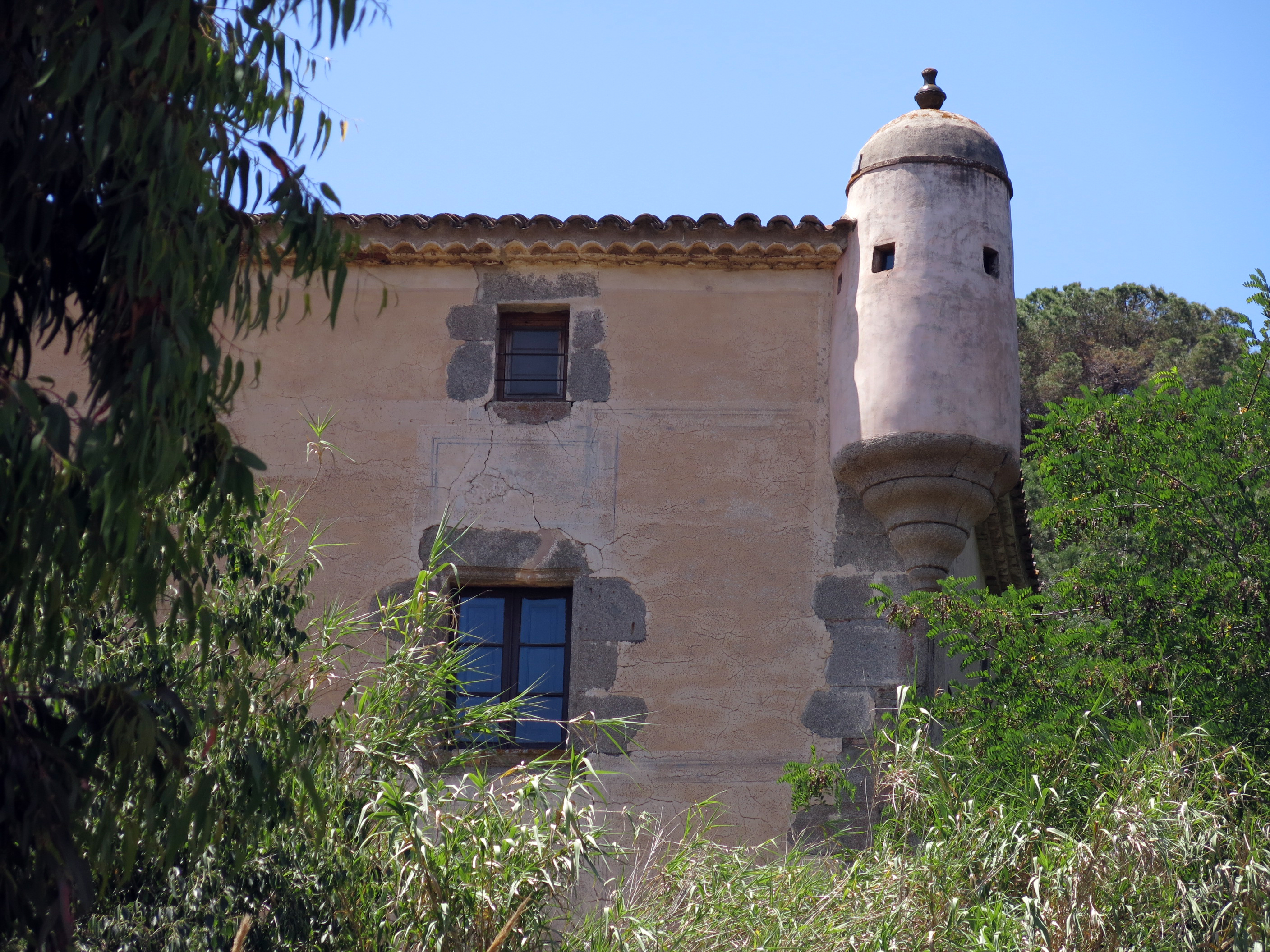
Detall de la part superior de la façana amb el matacà circular

A causa del desnivell del terreny, la casa és un pis més baixa per la part posterior. En una cantonada a la part alta de la façana hi ha un petit matacà circular.

## Història
L'origen d'aquesta casa es pot situar cap al segle xvi. La família Tries està documentada a Sant Andreu de Llavaneres ja el 1552. Bartomeu Tries va ésser batlle de Llavaneres l'any 1573. Hi ha diferents documents de transaccions comercials datats el 1552, 1576, 1578 i 1611, en pergamí, i del 1624 al 1854 en paper.
A mitjan segle xix la casa passa a mans de Francesc Andreu d'Albà. El 1920, els seus hereus en venen una part al metge barceloní Joaquim de Riba i Sanz.